# Вильбушевич, Гдальяху
Вильбушевич Гдальяху ( 1865, Лососно — 4 сентября 1943, Хайфа ) — инженер, архитектор и промышленник в Минске и Эрец-Исраэль.

## Биография
Родился в селении Лососно близ Гродно в семье владельца мельницы Вульфа Бениаминовича Вильбушевича и Сары Розенцвейг. Старший брат М.В.Вильбушевич. Окончил Высшую техническую школу в Берлине(1888) и получил диплом инженера механика.

В 1892 эмигрировал в . В том же 1892 совместно с Леоном Штейном построил первый в стране завод для литья железных изделий и оборудования для рытья колодцев. Помогал своему брату Нахуму в строительстве завода «Нешер» по производству цемента.

После возвращения в 1895 году в Минск совместно с Иосифом Залкиндом основал товарищество «Технолог». Машиностроительный завод производил станки, мельничные машины и другое оборудование.

В 1912 году вернулся в Эрец-Исраэль. Принимал активное участие в строительстве здания Техниона и гимназии «Ариэль» в Хайфе по замыслу А.Бервальда. Во время Первой мировой войны служил в качестве главного инженера при штабе Джемаль-паши в Дамаске. 

В 1919 принимал участие вместе со своими братьями Нахумом и Моше Вильбушевичами в создании завода «Ше-мен». Построил здания электрической компании в Хайфе, Хайфского центрального железнодорожного вокзала и Бней-Цион (Хайфа).